# Вёрёш, Жужанна
Жужанна (Жужа) Вёрёш (венг. Vörös Zsuzsanna; род. 4 мая 1977, Секешфехервар) — венгерская спортсменка (современное пятиборье).
Олимпийская чемпионка 2004 года в личном первенстве.
Чемпионка мира 1999, 2003 и 2004 годов в личном первенстве.
25 раз выигрывала Чемпионаты Венгрии в личном, командном первенстве и в эстафете.

## Награды
- рыцарский крест ордена Заслуг Республики Венгрия (2004);
- почётный гражданин города Секешфехервар (2004);
- премия SportStars (2004);
- венгерская спортсменка года (2005)